# Colobostema occabipes
Colobostema occabipes är en tvåvingeart som beskrevs av Cook 1971. Colobostema occabipes ingår i släktet Colobostema och familjen dyngmyggor. Inga underarter finns listade i Catalogue of Life.